# Cherie Jones
Cherie Jones é uma advogada e escritora de Barbados. Seu romance de estreia, How the One-Armed Sister Sweeps Her House, foi indicado para o Prêmio Feminino de Ficção de 2021.

## Biografia
Cherie Jones nasceu em 1974. Depois de receber seu LLB da University of the West Indies em 1995, ela foi admitida na Ordem dos Advogados de Barbados em 1997. Ela se formou em 2015 no programa de redação Master of Arts na Sheffield Hallam University e atualmente está cursando um doutorado em escrita criativa. Além de escrever, ela trabalha como conselheira geral em uma agência governamental em Barbados. Seu livro How the One-Armed Sister Sweeps Her House foi escolhido para o clube do livro mensal Good Morning America em fevereiro de 2021.
Jones é mãe solteira de quatro filhos e já falou abertamente sobre ser uma sobrevivente de violência doméstica. Além de seu romance, ela também escreveu a coleção de contos The Burning Bush Women & Other Stories, publicada em 2004.

## Livros
- The Burning Bush Women & Other Stories, ISBN 9781900715584, Peepal Tree, 2004
- How the One-Armed Sister Sweeps Her House, ISBN 9780316537001, Little, Brown & Company, 2021